# Felix Hollaender
Felix Hollaender (eller Holländer), född 1 november 1867, död 29 maj 1931, var en tysk författare, Han var bror till Gustav och Victor Hollaender.
Holländer var under många år fram till 1924 regissör vid Reinhardts Deutsches Theater, därefter teaterkritiker i 8 Uhr-Abendblatt. Som författare odlade Holländer samtidsromanen med verk som Sturmwind im Westen (1896), Das letzte Glück (1899), Der Weg des Thomas Truck (1902, hans främsta arbete), Unser Haus (1911) och Der Demütige und die Sängerin (1923). Holländer har även utgett ett flertal dramer.